# Belevehcevo
Belevehcevo (în bulgară Белевехчево) este un sat în Obștina Sandanski, Regiunea Blagoevgrad, Bulgaria.

## Demografie
Componența etnică a satului Belevehcevo
     Nicio identificare (100%)
     Altele (0%)
La recensământul din 2011, populația satului Belevehcevo era de 1 locuitori. . Pentru 100,0% din locuitori nu este cunoscută apartenența etnică.